# 林伊佐雄
林 伊佐雄（はやし いさお、1957年10月30日 - ）は、日本の政治家。埼玉県三芳町長（4期）。

## 来歴
埼玉県入間郡三芳村（現・三芳町）出身。元町長の林孝次は父、林栄則は祖父。三芳町立三芳小学校、三芳町立三芳中学校、埼玉県立松山高等学校、國學院大學文学部卒業。同大学院文学研究科修士課程修了。三芳町役場入庁、三富新田の農家「はやし園」経営、神明社宮司、1995年東入間青年会議所理事長を経て、2007年三芳町会議員。
2010年12月、三芳町長選挙で現職の鈴木英美を破り初当選し、2011年1月14日に町長就任。2014年12月に再選、2018年12月に3選。2022年12月に無投票で4選。

## 政策・人物
- 2020年、町三役の7～9月の給与を10～30％（計約120万円分）削り、新型コロナウイルス感染症対策基金に繰り入れた[1]。
- 2021年4月1日、LGBTなど性的少数者のカップルが婚姻に相当する関係にあると認める「パートナーシップ宣誓制度」を導入した[2]。